# رنه گالیس
رنه گالیس (فرانسوی: René Gallice‎؛ ۱۳ آوریل ۱۹۱۹ – ۲۵ مهٔ ۱۹۹۹) بازیکن فوتبال اهل فرانسه بود.
از باشگاه‌هایی که در آن بازی کرده‌است می‌توان به باشگاه فوتبال المپیک مارسی و باشگاه فوتبال بوردو اشاره کرد.
وی همچنین در تیم ملی فوتبال فرانسه بازی کرده‌است.